# Cuartilla (unidad de volumen)

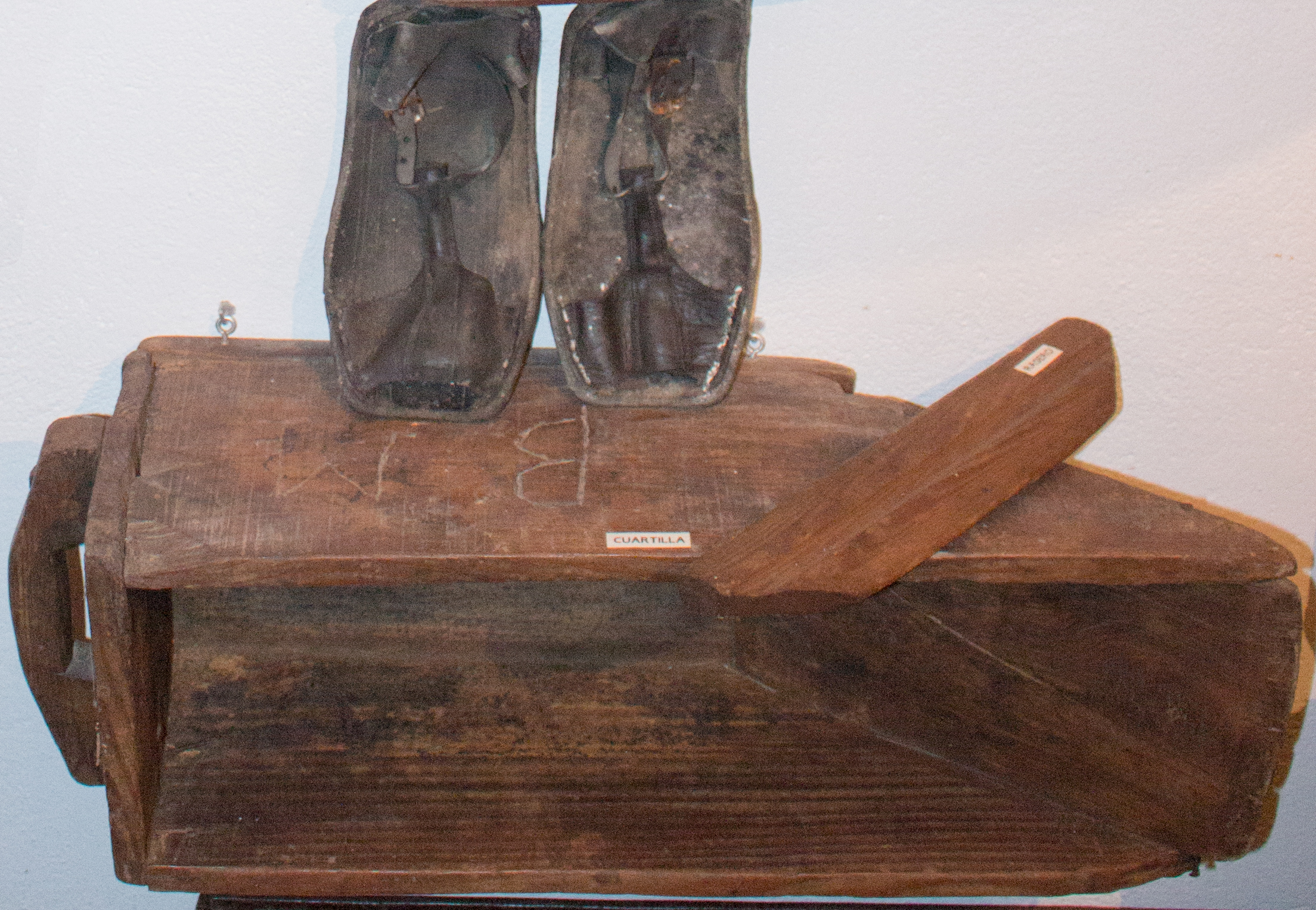
Medida de cuartilla.

La cuartilla es una unidad de medida de  equivalente a la cuarta parte de una fanega. En Castilla equivalía a 3 celemines, o aproximadamente a 13,8 dm³ (litros). Dos cuartillas hacían un cuarto (6 celemines o media fanega)
La cuartilla es también una unidad de volumen de líquidos, especialmente para el vino, equivalente a la cuarta parte de una cántara o, lo que es lo mismo, dos azumbres, que expresado en el SI es igual a 4,0332 litros.
- Datos: Q8352229